# 張濟 (嘉靖進士)
張濟（1496年—？），字汝楫，號泔陽，陝西西安府醴泉縣人，民籍，明朝政治人物。

## 生平
嘉靖七年（1528年）戊子科陝西鄉試第二十七名，嘉靖八年（1529年）己丑科第三甲第一百四十九名進士。授山東壽光縣知縣，嘉靖十七年（1536年）官直隸無錫縣知縣。累官湖廣德安府同知。

## 家族
曾祖張翰；祖父張善，曾任縣丞；父張敵。母王氏。具庆下。兄张冲。弟张洪、张泽。